# Cenangium impudicellum
Cenangium impudicellum är en svampart som tillhör divisionen sporsäcksvampar, och som först beskrevs av Petter Adolf Karsten, och fick sitt nu gällande namn av Petter Adolf Karsten. Cenangium impudicellum ingår i släktet Cenangium, och familjen Helotiaceae. Arten är reproducerande i Sverige.